# Kaave
Koordinaten: 58° 44′ N, 26° 17′ O
Kaave (deutsch Kawa oder Kaawe) ist ein Dorf (estnisch küla) in der estnischen Landgemeinde Pajusi im Kreis Jõgeva.

## Beschreibung und Geschichte
Kaave hat 41 Einwohner (Stand 2000). In der Nähe des Dorfes fließt der Fluss Kaave (Kaave jõgi).
Kaave wurde erstmals 1584 erwähnt. Der Ort war vor allem bekannt für seine 1782 gegründete Zuckerfabrik. Sie war angeblich die erste ihrer Art im gesamten Baltikum.

## Gut Kaave
Das Rittergut Kaave wurde 1741 vom Gut Rutikvere (deutsch Ruttigfer) abgetrennt. Besitzer war bis 1821 die adlige Familie Pistohlkors. Es stand bis  zur Enteignung im Zuge estnischen Landreform von 1919 im Eigentum der adligen Familie Samson von Himmelstjerna.
Die schlichten Gebäude des Guts wurde Ende des 18. und Anfang des 19. Jahrhunderts im Stil des Frühklassizismus errichtet. Das eingeschossige Herrenhaus aus Stein war einfach gestaltet. Eine Allee führte direkt auf die Mittelachse zu. Von den Gebäuden sind heute nur noch wenige Überreste erhalten.

## Persönlichkeiten
Kaave ist der Geburtsort des deutschbaltischen Malers und Lithografen des Woldemar Friedrich Krüger (1807/1808–1893/1894). Aus Kaave stammte auch der Publizist Ernst Bark (1858–1924). Er gab ab 1882 in Genf die russische Emigrantenzeitschrift „Der Baltische Föderalist“ heraus, die sich revolutionären Ideen verschrieb.